# Avasculaire necrose
Avasculaire necrose (ook wel osteonecrose, of ischemische botnecrose) is een ziekte die het gevolg is van tijdelijk of permanent verlies van bloedtoevoer naar het bot.
Zonder bloedtoevoer, sterven de botweefselcellen en stort het bot in.
Als avasculaire necrose optreedt in de buurt van een gewricht, dan leidt dit vaak tot de vernietiging van het oppervlak van het geaffecteerde gewricht.
Avasculaire necrose kan optreden in elk bot, maar komt het meest voor bij de uiteinden van een lang bot.

## Oorzaken
Er zijn veel mogelijke oorzaken in de literatuur te vinden voor avasculaire necrose.
Voorgestelde risicofactoren zijn; chemotherapie,
alcoholisme,
veelvuldig gebruik van steroïden, verwonding,  decompressieziekte (Caisson-, duikersziekte), bloedvatvernauwing, hypertensie, vasculitis, arteriële embolie en trombose, schade door straling, bisfosfonaten (met name het kaakgewricht), sikkelcelanemie, ziekte van Gaucher, reumatoïde artritis,  lupus en diepzeeduiken. In sommige gevallen is de aandoening idiopathisch (geen oorzaak kan aangewezen worden).
Het voor lange tijd en herhaald blootstellen aan hoge drukken (zoals ervaren wordt door commerciële en militaire  duikers) is gelinkt aan avasculaire necrose, hoewel de relatie tussen de twee niet goed wordt begrepen.